# Lièvre belge
Le lièvre belge est une race de lapins domestiques originaire de Belgique. Il a une morphologie assez élancée qui rappelle celle du lièvre, d’où son nom.

## Origine
Le lièvre belge, ainsi qu’il est nommé en Belgique, aux Pays-Bas, en Angleterre et en France, tandis qu’on le nomme « lapin lièvre » en Suisse et en Allemagne, voit son premier standard s’établir en Angleterre en 1880, à partir d’animaux importés de Belgique. Ces animaux avaient certainement été obtenus à partir de croisements entre géants des Flandres et lapins de garenne. Les Belges et les Français mettent en place leurs standards respectivement en 1889 et 1900, et ils ont depuis été révisés à de nombreuses reprises.

## Description
Le lièvre belge est un lapin de taille moyenne qui pèse entre 3 et 4,5 kg. Son corps est plus proche de celui du lièvre que de celui du lapin : il est élancé, avec une ligne dorsale bien arquée et un avant-train porté très haut par des pattes longues, fines et droites. Il ne doit jamais être ramassé sur lui-même. Sa poitrine est étroite. Sa tête est longue et fine et termine une nuque longue. Elle porte deux oreilles robustes de 11,5 à 14 cm. Le fanon est absent chez les deux sexes. Les yeux ; légèrement proéminents, sont brun noisette foncé. La fourrure est dense, assez longue et lustrée. Elle est de couleur roux foncé avec des nuances feu et châtain. Si on ne doit jamais trouver de poils noirs sur la poitrine, ils parsèment parfois les joues et les antérieurs. Le dessous du corps est paille roussâtre. Les ongles sont de couleur corne foncée.

## Aptitudes
Le lièvre belge est un lapin vigoureux, toutefois assez sensible au froid. Les animaux peuvent être mis à la reproduction vers l’âge de huit mois, et les femelles donnent naissance à 6 à 9 petits. Elles sont très craintives et le moindre stress peut les conduire à abandonner leurs petits. Les pertes sont assez importantes après le sevrage.

## Diffusion
Originaire de Belgique, les premiers animaux de type lièvre belge ont été rapidement exportés vers l’Angleterre à la fin du XIXe siècle. Il s’est par la suite également développé en France et aux États-Unis et jouit encore aujourd’hui dans ces pays d’une certaine popularité.